# أنطونيو رودريغيز مارتينيز
أنطونيو رودريغيز مارتينيز (بالإسبانية: Toño Martínez)‏ (مواليد 17 ديسمبر 1979 في أليكانتي - إسبانيا) لاعب كرة قدم إسباني يلعب حاليا لصالح نادي الدرجة الثانية ريال سرقسطة الإسباني منذ 2014 في مركز حارس مرمى .

## وصلات خارجية
- أنطونيو رودريغيز مارتينيز على موقع قاعدة بيانات كرة القدم.إي يو (الإنجليزية)
- أنطونيو رودريغيز مارتينيز على موقع Soccerbase.com (لاعب) (الإنجليزية)
- أنطونيو رودريغيز مارتينيز على موقع Soccerway.com (الإنجليزية)
- أنطونيو رودريغيز مارتينيز على موقع عالم كرة القدم.نت (الإنجليزية)
- أنطونيو رودريغيز مارتينيز على موقع AS.com (الإسبانية)